# Міллс (округ, Техас)
Шаблон:StateAbbr_ 31°30′ пн. ш. 98°35′ зх. д. / 31.5° пн. ш. 98.59° зх. д.
Округ Міллс (англ. Mills County) — округ (графство) у штаті Техас, США. Ідентифікатор округу 48333.

## Історія
Округ утворений 1887 року.

## Демографія
За даними перепису 2000 року загальне населення округу становило 5151 осіб, усе сільське. Серед мешканців округу чоловіків було 2606, а жінок — 2545. В окрузі було 2001 домогосподарство, 1398 родин, які мешкали в 2691 будинках. Середній розмір родини становив 2,9.
Віковий розподіл населення поданий у таблиці:
| Стать    | До 15 років | 15-21 | 22-29 | 30-39 | 40-49 | 50-65 | 65-85 | Понад 85 |
| -------- | ----------- | ----- | ----- | ----- | ----- | ----- | ----- | -------- |
| Чоловіки | 562         | 234   | 122   | 288   | 343   | 523   | 437   | 97       |
| Жінки    | 490         | 191   | 127   | 300   | 302   | 479   | 530   | 126      |

## Суміжні округи
- Команчі — північ
- Гамільтон — північний схід
- Лемпасас — південний схід
- Сан-Саба — південний захід
- Браун — північний захід

## Виноски
1. ↑  http://www.tshaonline.org/handbook/online/articles/hcm14
2. ↑  U.S. Decennial Census. United States Census Bureau. Архів оригіналу за 12 травня 2015. Процитовано 4 травня 2015.
3. ↑  Texas Almanac: Population History of Counties from 1850–2010 (PDF). Texas Almanac. Архів оригіналу (PDF) за 26 лютого 2015. Процитовано 4 травня 2015.
4. ↑  State & County QuickFacts. United States Census Bureau. Архів оригіналу за 18 жовтня 2011. Процитовано 22 грудня 2013.(англ.) Наведено за англійською вікіпедією.
5. ↑  American FactFinder. Бюро перепису населення США. Архів оригіналу за 26 лютого 2012. Процитовано 31 січня 2008.

| США | Це незавершена стаття з географії США. Ви можете допомогти проєкту, виправивши або дописавши її. |